# Стриптиз (филм)
Стриптиз (енгл. Striptease) је амерички филм из 1996. године.

## Радња
Ерин Грант, млада разведена жена, нашла се у тешким животним околностима, ћерку је суд оставио са оцем, дрским и глупим, ситним лоповом, а сама је остала без посла у ФБИ. Једино место где је успела да се запосли био је стриптиз клуб, где се показала као најбоља плесачица. Упркос чињеници да ради у „установи” са таквом репутацијом, у њој има осетљивих и симпатичних људи: плесача, неколико посетилаца и огромног љубазног избацивача, који је спреман да помогне Ерин да јој врати ћерку. Али једног дана, напаљени конгресмен Дејвид Дилбек је ушао у клуб, видео Ерин како плеше, и пожелео је да спава са њом. Ово је ужаснуло Дилбеков изборни тим, како се избори за конгрес приближавају. Стога у округу, почињу да се дешавају чудне и страшне ствари. Али Ерин има свој план, те неће подлећи пожуди перверзног политичара и узеће га за таоца.

## Улоге
| Глумац        | Улога               |
| ------------- | ------------------- |
| Деми Мур      | Ерин Грант          |
| Берт Рејнолдс | Дејвид Дилбек       |
| Арманд Асанте | поручник Ал Гарсија |
| Винг Рејмс    | Шад                 |
| Роберт Патрик | Дарил Грант         |
| Пол Гилфојл   | Малком Молдовски    |
| Румер Вилис   | Анџела Грант        |
| Пандора Пикс  | Урбана Спрол        |
| Ентони Короне | Нико телохранитељ   |